# NGC 1815
NGC 1815 (другое обозначение — ESO 56-SC49) — молодое рассеянное скопление в созвездии Столовой Горы, расположенное в Большом Магеллановом Облаке. Открыто Джоном Гершелем в 1834 году. Описание Дрейера: «тусклый, очень маленький объект круглой формы, немного более яркий в середине, расположен среди звёзд». 
Возраст скопления составляет 17 миллионов лет, металличность — 68% от солнечной, наблюдается избыток цвета B−V, вызванный межзвёздным покраснением, равный 0,01m.
Этот объект входит в число перечисленных в оригинальной редакции «Нового общего каталога».